# Suzanne Largeot
Suzanne Largeot (née Daviet) est une pilote de rallyes née le 11 août 1904 à Paris et décédée le 7 mai 1991 à Neuilly-sur-Seine.

## Palmarès

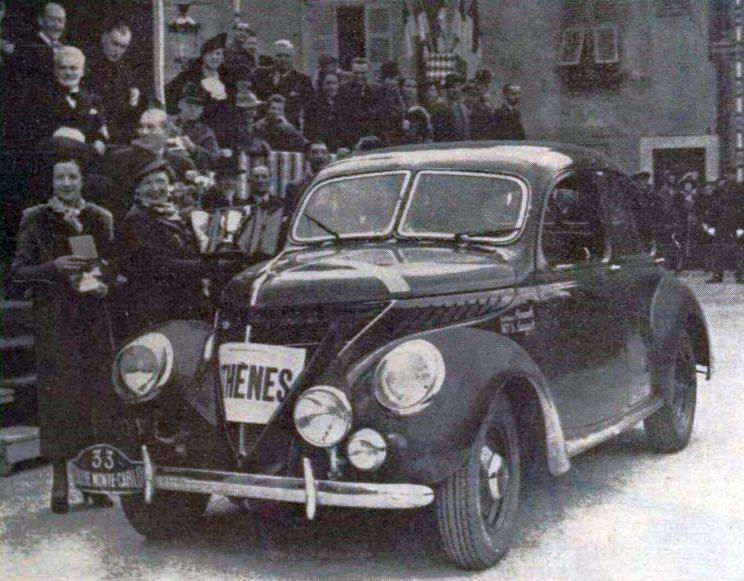
Suzanne Largeot et Germaine Rouault victorieuses de la Coupe des Dames du rallye Monte-Carlo 1938, sur Matford.
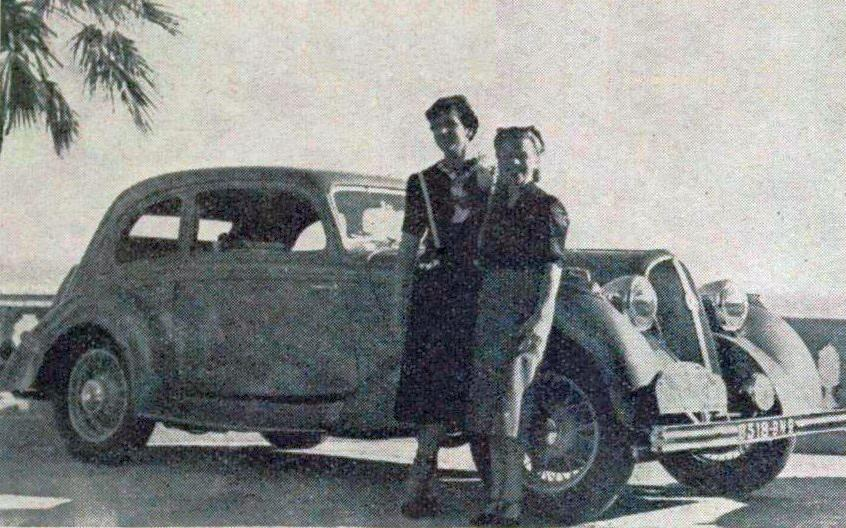
Suzanne Largeot  et Yvonne Simon, vainqueurs de la Coupe des Dames du rallye Monte Carlo 1939 sur Hotchkiss.jpg

Le Mans
- 24 heures du Mans 1937, équipier: Just-Émile Vernet, Simca 8,(12e), 1er de la catégorie;
- 24 heures du Mans 1938, équipier: Just-Émile Vernet, Simca 8, 726RL8, abandon;
- 24 heures du Mans 1939, équipière: Anne-Cécile Itier, Simca 8, 8648RL8, abandon;

Grand Prix
- Grand Prix de l'ACF, Montlhéry, 1935, équipier:Victor Camerano, Simca 8, (24e)[2]

Rallye Monte-Carlo
- 1938 : équipière Germaine Rouault, Matford V8-F81, 810 RL 4, (7e), Coupe des dames;
- 1939 : équipière Yvonne Simon, Hotchkiss 24cv , 518 BN 9, (8e), Coupe des dames[3];
- 1950: équipière Nicole Angevin, Simca 8, No 221,(112e)[4];

Rallye Lyon-Charbonnières
- 1952: équipière Mme Sigrand, Renault 4cv, no 42;

Rallye Paris Saint-Raphael:
- 1938 Simca 8, 1re classe B[5]